# Turm von Jericho

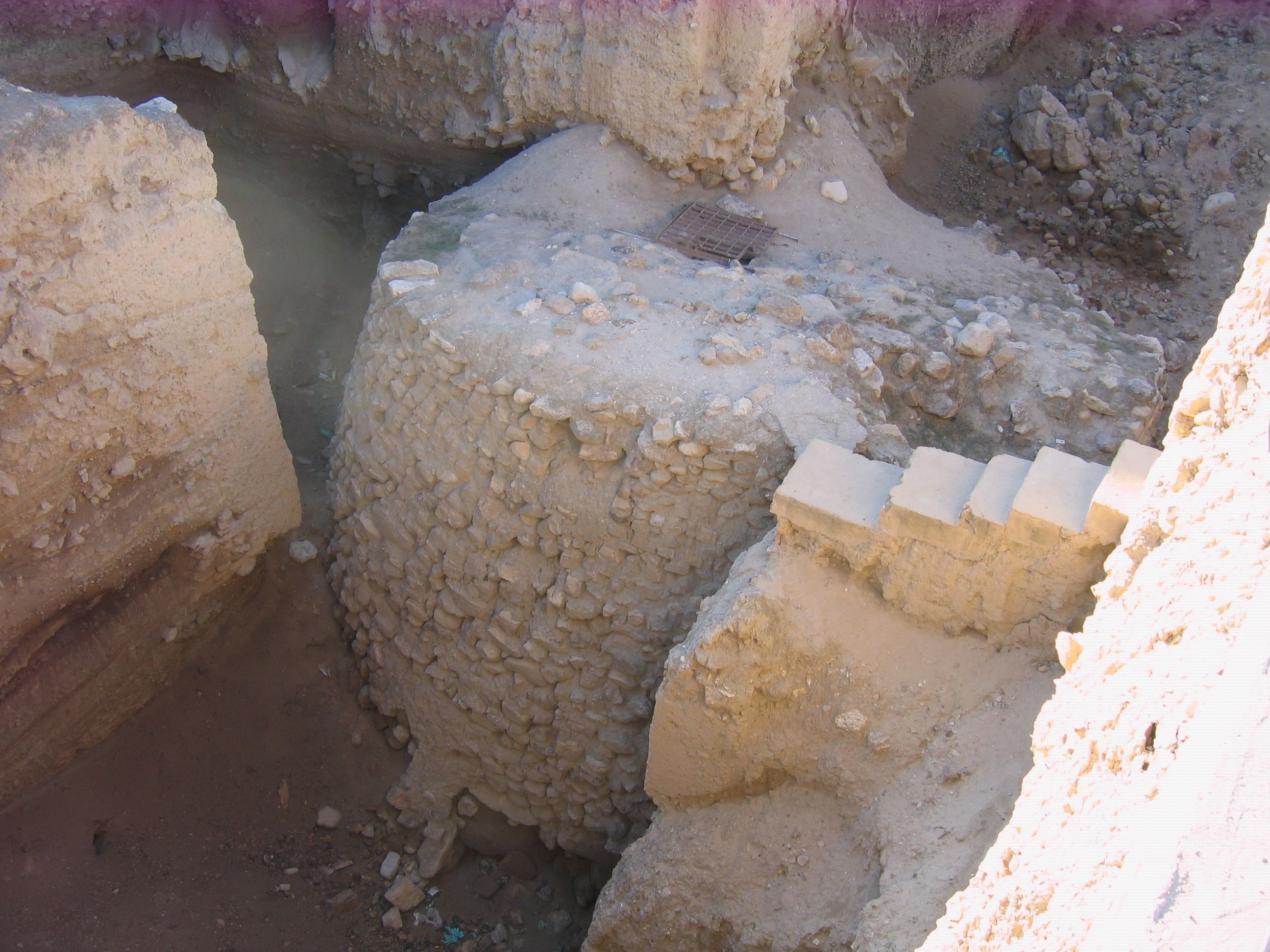
Turm von Jericho, Ausgrabungsstätte Tell es-Sultan

Der Turm von Jericho auf dem Tell es-Sultan am Rand des späteren Jericho wird dem Präkeramischen Neolithikum A (PPNA, 9. Jahrtausend v. Chr.) zugerechnet und ist damit der älteste bekannte Turmbau der Welt. Er ist 8,25 m hoch und hat einen Basisdurchmesser von rund 8 m und an der Spitze einen Durchmesser von rund 7 m. Innerhalb des Turms befindet sich die weltweit älteste bekannte Treppe; sie hat 22 Stufen. Der Turm wurde aus unbearbeiteten Steinbrocken erbaut, die Treppe aus bearbeiteten Steinplatten. Der Turm war Teil einer etwa drei Meter hohen Mauer, deren Zweck ungeklärt ist.

## Archäologie
Der Turm von Jericho wurde im Zuge von Ausgrabungen 1952 am Tell es-Sultan unter der Leitung von Kathleen Kenyon entdeckt und freigelegt. Er datiert in die Zeit zwischen 8300 und 7800 v. Chr.

## Interpretation
Die Ausgräberin, Kathleen Kenyon, hielt den Turm für den Teil einer Befestigungsanlage. Bereits 1968 bezweifelte der französische Archäologe Jean Perrot (1920–2012) diese Deutung, da sich der Turm hinter und nicht vor der Mauer befand. Olivier Aurenche verglich die Konstruktion des Bauwerks mit der Mauer von Beidha und hielt es für eine Maßnahme, um die Mauer zu stützen. Ofer Bar-Yosef, der die Lage des Turms und der Mauer untersuchte, sah in ihnen einen Schutz vor Fluten und Schlammlawinen. 2006 deutete Oliver Aurenche den Turm als Versammlungsraum, vielleicht zu religiösen Zwecken.
Archäologen der Universität Tel Aviv vertreten die These, dass der Turm an der Stelle erbaut wurde, an der der Schatten des benachbarten Berges Qarantal zur Sommersonnenwende die Siedlung verdunkelt. Die Treppe in der Turmachse ist auf diesen Punkt ausgerichtet (290° Azimut).